# جون ديفيد بوث
جون ديفيد بوث (بالإنجليزية: John David Booth)‏ هو محامي وسياسي أسترالي، ولد في 4 نوفمبر 1950، وتوفي في 17 نوفمبر 2011 في سيدني في أستراليا. حزبياً، نشط في الحزب الليبرالي الأسترالي. في 1984 New South Wales state election ‏، انتخب عضو الجمعية التشريعية نيو ساوث ويلز عن دائرة Electoral district of Wakehurst ‏ (24 مارس 1984 – 3 مايو 1991).